# Christopher Tugendhat
Christopher Samuel Tugendhat, baron Tugendhat (ur. 23 lutego 1937 w Marylebone w Londynie) – brytyjski polityk, dziennikarz i menedżer, członek Izby Gmin i Izby Lordów, w latach 1977–1985 komisarz europejski ds. kontroli finansowej i instytucji finansowych, w latach 1981–1985 wiceprzewodniczący Komisji Europejskiej.

## Życiorys
Przodkowie Tugendhata byli bogatymi Żydami pochodzącymi z Bielska, do tej rodziny należał m.in. Ernst Tugendhat. Jego ojciec Georg przybył do Wielkiej Brytanii po I wojnie światowej, rozpoczynając karierę akademicką. Konwertował on na katolicyzm celem poślubienia Brytyjki. Kształcił się w Ampleforth College, został absolwentem Gonville and Caius College na Uniwersytecie w Cambridge. Pomiędzy 1960 a 1970 pracował jako dziennikarz „Financial Times”. Opublikował kilka książek na tematy polityczne i międzynarodowe.
Zaangażował się w działalność polityczną w ramach Partii Konserwatywnej. W 1970 po raz pierwszy wybrany do Izby Gmin, zasiadał w niej przez niepełne trzy kadencje do 1977. W 1977 wszedł w skład Komisji Roya Jenkinsa jako komisarz odpowiedzialny za budżet, kontrolę finansową i instytucje finansowe. W 1981 objął tożsame stanowisko w Komisji Gastona Thorna, został jednocześnie komisarzem ds. podatków oraz wiceprzewodniczącym Komisji Europejskiej.
W 1990 otrzymał Odznakę Rycerza Kawalera. W 1993 wykreowany baronem Tugendhat, w tym samym roku został parem dożywotnim i zasiadł w Izbie Lordów. Zajmował stanowiska dyrektora Chatham House (1986–1995), szefa Civil Aviation Authority (1986–1991) i kanclerza Uniwersytetu w Bath (1998–2013), działał w różnych stowarzyszeniach. Zajmował stanowiska kierownicze m.in. w koncernie Rio Tinto i zarządcy Eurotunelu, kierował też europejską radą doradczą Lehman Brothers.

## Życie prywatne
Żonaty z Julią Lissant Dobson, ma dwóch synów. Brat sędziego Michaela, stryj polityka Toma. W 1980 został ranny w zamachu w Brukseli, do jego przeprowadzenia przyznała się Irlandzka Armia Republikańska.